# Arondismentul Calvi
Arondismentul Calvi (în franceză Arrondissement de Calvi) este un arondisment din departamentul Haute-Corse, regiunea Corsica, Franța.

## Subdiviziuni

### Cantoane
- Cantonul Belgodère
- Cantonul Calenzana
- Cantonul Calvi
- Cantonul La Conca-d'Oro
- Cantonul Haut-Nebbio
- Cantonul L'Île-Rousse

### Comune
| 1. Algajola (2B010)      | 2. Aregno (2B020)      | 3. Avapessa (2B025)         | 4. Belgodère (2B034)                  |
| 5. Calenzana (2B049)     | 6. Calvi (2B050)       | 7. Cateri (2B084)           | 8. Corbara (2B093)                    |
| 9. Costa (2B097)         | 10. Feliceto (2B112)   | 11. Galéria (2B121)         | 12. Lavatoggio (2B138)                |
| 13. Lumio (2B150)        | 14. Manso (2B153)      | 15. Mausoléo (2B156)        | 16. Moncale (2B165)                   |
| 17. Montegrosso (2B167)  | 18. Monticello (2B168) | 19. Muro (2B173)            | 20. Nessa (2B175)                     |
| 21. Novella (2B180)      | 22. Occhiatana (2B182) | 23. Olmi-Cappella (2B190)   | 24. Palasca (2B199)                   |
| 25. Pigna (2B231)        | 26. Pioggiola (2B235)  | 27. Sant'Antonino (2B296)   | 28. Santa-Reparata-di-Balagna (2B316) |
| 29. Speloncato (2B290)   | 30. Vallica (2B339)    | 31. Ville-di-Paraso (2B352) | 32. Zilia (2B361)                     |
| 33. L'Île-Rousse (2B134) |                        |                             |                                       |